# LEDA 89996
LEDA 89996은 2MASS J04542829-6625280으로도 알려진 나선 은하이다. 황새치자리에 위치해 있으며, 대마젤란 은하에 엄폐된다.

## 나선팔
이 은하는 2015년 7월 6일 허블 우주 망원경으로 관측되었으며 나선형 팔이 휘감긴 나선 모양으로 우리 은하 와 유사한 모습을 하고 있다. 팔 사이의 어두운 부분은 먼지와 가스이다.

## 항성 생성
나선팔에서는 많은 새로운 항성들이 형성되어 나선이 매우 밝게 보인다.